# Ehem (Adelsgeschlecht)

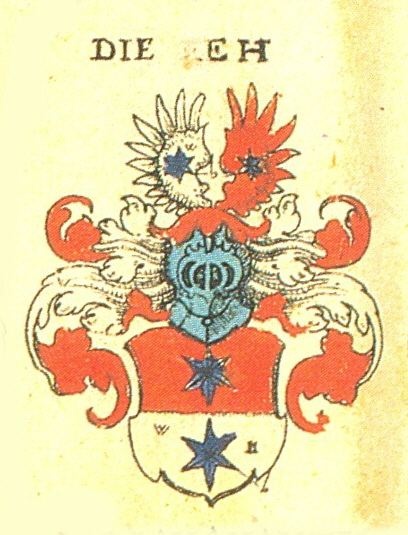
Wappen der Ehem im Siebmacher

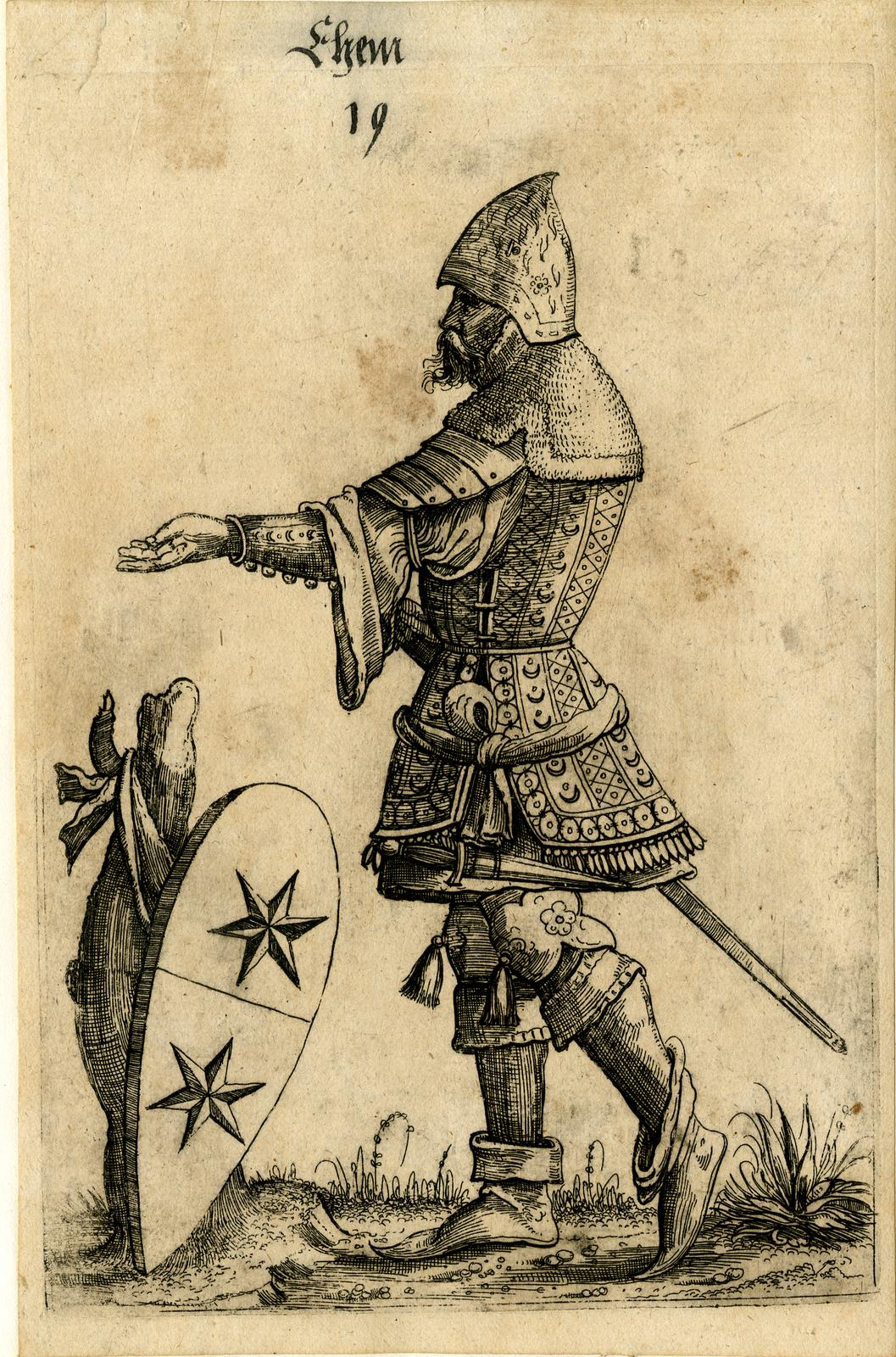
Die Ehem im Augsburger Geschlechterbuch, 1545/47

Wappen von Langenneufnach

Die Eh(e)m waren eine Kaufmannsfamilie aus Augsburg, die 1538 in den Patrizierstand und 1576 in den Adelsstand erhoben wurde. Das Geschlecht das im 15. Jahrhundert durch den Textilhandel zu Reichtum kam, breitete sich auch nach Breslau und Heidelberg aus. Der schlesische Zweig ist 1647 und der kurpfälzische Zweig 1657 erloschen.

## Geschichte
Die Familie ist in Augsburg seit dem Anfang des 15. Jahrhunderts belegt. Stammvater war der Weber Hans Ehem, der von 1404 bis 1410 in Augsburg als Zwölfer fungierte, darauf auch sein Sohn Thomas von 1449 bis 1476. Thomas Ehem, der mit dem Textilhandel zu Reichtum kam und 1467 der reichste Bürger Augsburgs war, wechselte nachgehend 1478 in die Zunft der Kaufleute und saß im großen Rat. Er erwarb um 660 Gulden das Dorf Langenneufnach und baute den Ort durch Ansiedlung von Webern aus. Mit dem kaiserlichen Wappenbrief vom 8. Juli 1454 erhielt er für sich und seine Nachkommen das Familienwappen verliehen, welches 1576 gebessert wurde. Seine Kinder heirateten in das Augsburger Patriziat ein. Zu seinen Schwiegersöhnen zählte der Ritter Johann Langenmantel. 1492 war Matthäus Ehem im großen Rat und 1533 Markus Ehem im kleinen Rat. Letzterer schloss sich der lutherischen Lehre an. 1530 verlieh Kaiser Karl V. Matthäus Ehem ein Wappen. Matthias Christoph Ehem († 1647) zog mit seinem Vater Matthes von Augsburg nach Breslau und gründete dort einen Zweig, der bereits 1647 mit dem Stifter erloschen ist.
Am 31. Oktober 1576 erhielten die Söhne des Kaufmanns Christoph Ehem († 1537), der kurpfälzische Rat und Kanzler Christoph von Ehem (1528–1592), sowie der kurpfälzische Schultheiß in Heidelberg, Sigmund von Ehem den Adelsstand und eine Wappenbesserung. Der Sohn von Christoph, Sigmund von Ehem, war kurpfälzischer Stallmeister und Oberamtmann von Böckelheim. Ein weiterer Sohn von Christoph, Philipp, erscheint 1615 als kurpfälzischer Pfleger von Pfaffenhofen. Das Geschlecht ist mit Siegmunds Sohn, den in französische Kriegsdienste getretenen Generalleutnant Johann Bernhard von Ehem (1587–1657), der Johann Heinrich Zedler zufolge zuletzt in Basel lebte und in erster Ehe mit Catharina von Görnitz, genannt Steyßin verheiratet war, im Mannesstamm erloschen.

## Besitzungen
Als Inhaber der Vogtei übte die Familie seit 1464 die Grundherrschaft über den oberen Teil des Dorfes Langenneufnach aus. Matthäus Ehems Erben verkauften den Besitz 1546 an die Familie Fugger. 1598 wechselte ein Anteil an Wollmetshofen inkl. dem (heute abgegangenen) Schloss von den Ehem an die Familie Wanner in Augsburg.

## Wappen
Blasonierung: „Schild geteilt. Oben in Silber ein blauer Stern, unten in Rot ein silberner Stern.“ Das 1964 der Gemeinde Langenneufnach verliehene Wappen ist dem Wappen der Ehem entlehnt, ebenso der blaue Stern im 1965 verliehenen Wappen der ehemaligen Gemeinde Wollmetshofen.

## Persönlichkeiten
- Christoph von Ehem (1528–1592), deutscher Jurist, Hochschullehrer und kurpfälzischer Kanzler
- Johann Bernhard von Ehem (1587–1657), deutsch-französischer Generalleutnant